# 辛評
辛評（2世纪—204年），字仲治，潁川陽翟人，東漢末期人物，曹魏重臣辛毗之兄。

## 生平

### 袁紹部下
辛評本為韓馥部下，初平二年（191年），辛評、荀諶、郭圖共同說服韓馥出讓冀州州牧職位予袁紹，辛評受邀為部下。官渡之戰後審配兩位兒子被虜，袁紹將孟岱對審配有讒言，郭圖、辛評同意，袁紹令孟岱代替審配守鄴。

### 輔助袁譚
建安七年（202年）袁紹憂憤而死。袁紹以袁尚美貌及後妻劉氏所喜愛而欲立為繼承人，但未正式表態。眾人因袁譚為長子欲立為繼承人，但逢紀、審配一派與辛評、郭圖、袁譚一派不和，逢紀等因為懼怕袁譚即位後加害，私下改袁紹遺命，立袁尚繼位。袁譚不能繼位，自稱車騎將軍，屯黎陽。

### 全家被殺
辛評和郭圖挑撥袁譚攻袁尚，戰敗後回南皮。眾將叛離袁譚，袁尚大舉進攻，袁譚退回平原。袁尚圍城，袁譚派遣辛毗向曹操求援。但辛毗反而向曹操建議應以此機會吞併河北，由此曹操派大軍攻袁尚，袁尚立即回到鄴。
辛毗建議辛評投降曹操，為辛評拒絕，但辛評因其弟辛毗投降曹操而為袁譚猜忌。審配憤恨辛毗反叛，遣兵殺害鄴城中辛氏一族，辛毗在鄴城城門打開後直接衝去監獄搜尋辛評一族，發現辛評一族全被誅殺。
小說《三国演义》中增加了辛评因被袁谭猜忌出言刺激而被气死，袁谭后悔莫及的情节。